# Programmsprecher

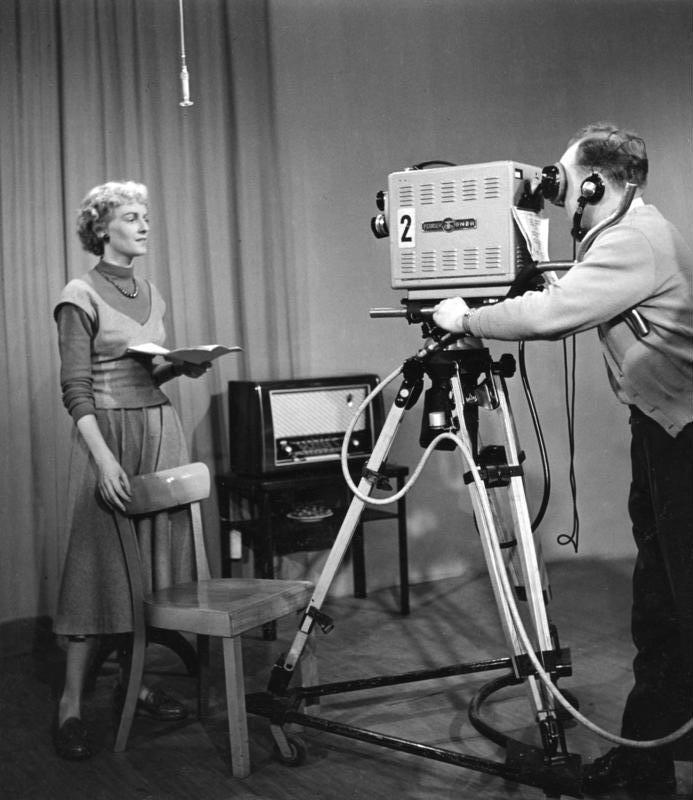
Ansagerin Gabriela Hellweg im Kölner Studio des NWDR, 1953

Programmsprecher, oft Ansager genannt, sind Personen, die im Hörfunk oder Fernsehen Hörfunk- bzw. Fernsehsendungen an- und absagen und Programmhinweise verlesen. Ansager ist die ältere Bezeichnung; von den 1980er Jahren an setzte sich Programmsprecher, auch Programmmoderator durch. Namentlich Fernsehansagerinnen galten lange Zeit als Aushängeschild und Markenzeichen ihres Senders, wurden von der Presse als liebenswerte Prominente dargestellt und vielfach bewundert. Sie dienten dem Sender als persönliches Band zum Zuschauer, das eine atmosphärische, gleichsam familiäre Nähe zwischen diesem und dem Medium Fernsehen herstellt und zur Beliebtheit seiner Programme beiträgt.

## Allgemeines
Im Fernsehen handelte es sich überwiegend um Ansagerinnen, deren Aufgabe in der so genannten Anmoderation bestand, das heißt in der Ankündigung der folgenden Sendung oder der Vorschau auf das Programm des Tages (zu Sendebeginn) und des Abends (zu Beginn des Abendprogramms). Männliche Ansager in dieser Funktion waren zunächst selten und blieben bis zur Abschaffung des Programmansagediensts im deutschen Fernsehen eine Minderheit. Männliche Ansager wurden meist als Nachrichtensprecher eingesetzt. Auch der Hörfunk beschäftigte Ansager und Ansagerinnen (sogenannte Rundfunksprecher), die Musikstücke ansagten, Programmhinweise gaben, regelmäßig die Sendefrequenzen und die Uhrzeit nannten, Nachrichten und andere Mitteilungen verlasen. Auch hier wurden Nachrichten und politische Kommentare zunächst ausschließlich von Männern verlesen.
Der erste Fernsehansager war 1938 während des ersten regulären deutschen Fernsehprogramms Heinz Piper. Zu den Fernsehansagerinnen der ersten Stunde in der Bundesrepublik Deutschland gehörten Annette von Aretin, Dagmar Bergmeister, Claudia Doren, Ingrid Ernest, Anneliese Fleyenschmidt, Elfi von Kalckreuth, Ruth Kappelsberger, Irene Koss, Sonja Kurowsky, Ursula von Manescul, Mady Manstein, Hilde Nocker und Victoria Voncampe. Im DDR-Fernsehen zählten zu den Pionierinnen der Fernsehansage Margit Schaumäker, Gerlind Ahnert, Doris Weikow, Erika Radtke, Fanny Damaschke, Margot Ebert, Renate Hubig, Annemarie Brodhagen, Monika Unferferth, Käthe Zilles und Edda Schönherz.
Ein Hauptzweck der Programmansage in der frühen Fernsehzeit war die Überbrückung des Umschaltvorgangs von einem Fernsehsender zu einem anderen, der mitunter fünf Minuten dauerte.

## Geschichte
Als weltweit erste Fernsehansagerin gilt Ursula Patzschke-Beutel, die am 22. März 1935 ihre Fernsehansage mit den Worten begann: „Achtung, Achtung! Fernsehsender Paul Nipkow. Wir begrüßen alle Volksgenossen und Volksgenossinnen in den Fernsehstuben Großberlins mit dem deutschen Gruß Heil Hitler!“ Es folgte im Dezember 1952 Irene Koss beim NWDR und Margit Schaumäker am 1. Oktober 1952 für das Fernsehzentrum Berlin (FZ) in Berlin-Adlershof.
Im deutschen Fernsehen verschwanden die Programmsprecher ab 1997 sukzessive aus den Programmen. Insbesondere die Privatsender, die von Beginn an ebenfalls Fernsehansager beschäftigten, ersetzten sie durch zusätzliche Werbespots. Auch die öffentlich-rechtlichen Sendeanstalten verzichteten zunehmend auf ihre Programmsprecher. Zuletzt waren sie nur noch im Abendprogramm zu sehen. Die letzte Ansage im ZDF sprach Angelika Wende am 30. April 2000. Mit der Anmoderation der Silvestersendung Dinner for One durch Dénes Törzs endete am 31. Dezember 2004 die Ära der Fernsehansager des öffentlich-rechtlichen Rundfunks.
Etwa zur selben Zeit verschwand die Programmansage im deutschsprachigen Hörfunk. Reine Sprecheraufgaben (im Unterschied zur Moderation ganzer Sendungen) konzentrieren sich seither auf das Verlesen der meist stündlich oder auch halbstündlich gesendeten Nachrichten.

## Heute
Anstatt der klassischen Fernsehansage kommen heute meist vorproduzierte Trailer zum Einsatz, die oft mehrmals im Laufe eines Tages oder einer Woche wiederholt werden. Nur auf ARD-Alpha, Phoenix oder arte gibt es gelegentlich noch Ansagen, die mit dem Programmsprecher von früher vergleichbar sind, jedoch nur bei Sendungsblöcken, wie zum Beispiel Themenabenden. Stellenweise werden mittlerweile auch wieder Spielfilme zur Hauptsendezeit mit Ansagen versehen, beispielsweise auf arte oder ServusTV. Der Sender zdf.kultur strahlte Ansagen vor allen Sendungen aus, bis das Programm im Hinblick auf seine Einstellung auf Wiederholungen umgestellt wurde.
In Großbritannien haben die sechs Fernsehsender BBC One, BBC Two, ITV, Channel 4, S4C und Channel Five Programmsprecher (englisch announcer), die, häufig live, am Ende einer Sendung in den Abspann sprechen.